# Maryland
Maryland (anglès /'mɛrələnd/) és un estat dels Estats Units d'Amèrica situat al sud de la costa atlàntica. Fou una de les 13 colònies que es van aixecar contra Gran Bretanya durant la Revolució Americana. Fou el 7è estat a ratificar la Constitució dels Estats Units. De mida, és comparable amb Bèlgica. És l'estat més ric del país segons els ingressos familiars mitjans dels habitants. Té dos sobrenoms: el Free State (l'estat lliure) i el Old Line State (l'estat de la vella línia).

## Geografia física

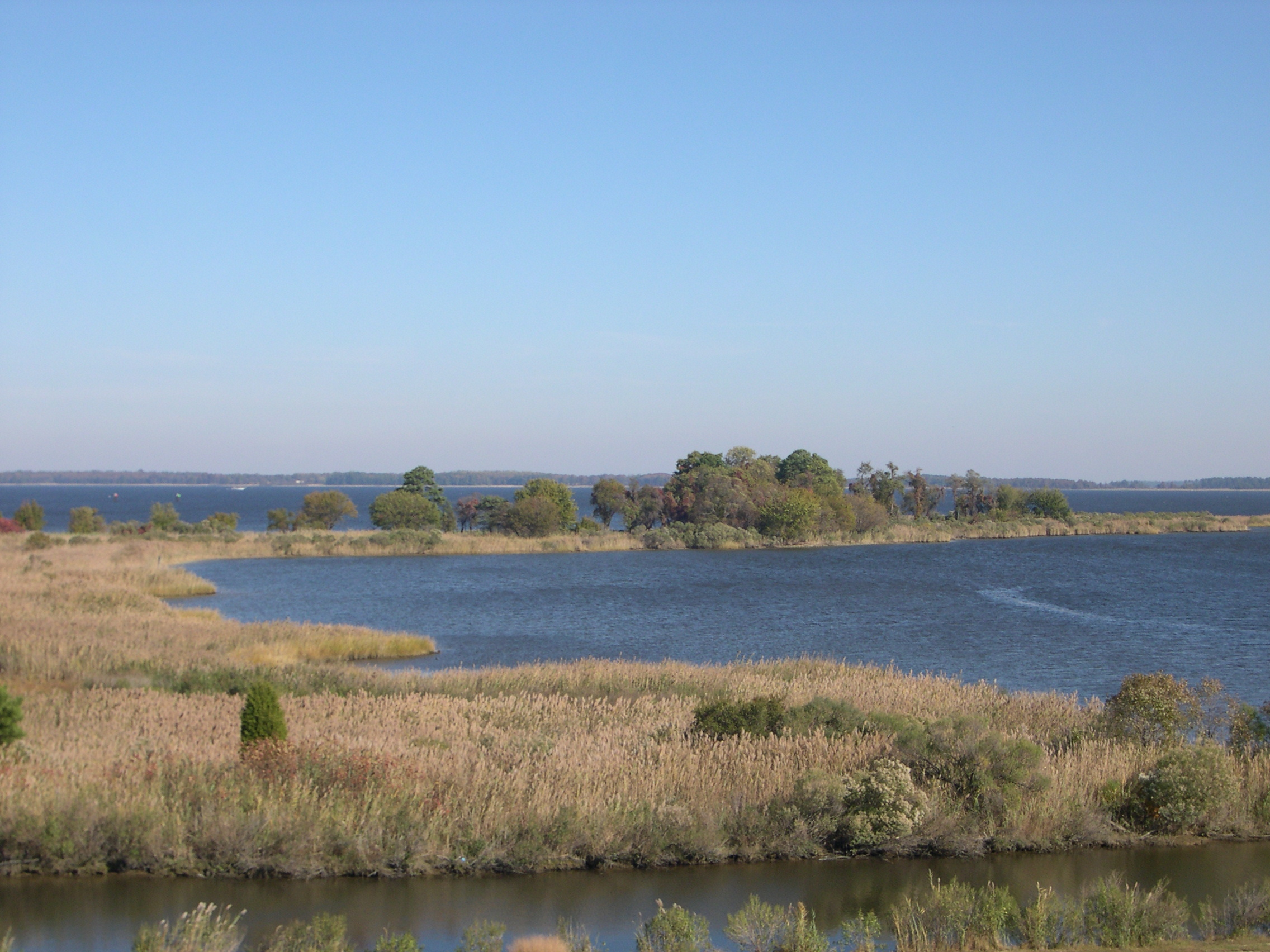
Aiguamolls de la Badia de Chesapeake, l'estuari més gran dels EUA i la característica física més important de Maryland.

Per la seva varietat topogràfica, Maryland té el sobrenom d'"Amèrica en miniatura". Hi ha una transició entre dunes de sorra a la costa atlàntica, a aiguamolls plens de flora i fauna envoltant la Badia de Chesapeake, a turons coberts de boscos de roure, a les muntanyes Apalatxes amb els seus boscos de pins.
Maryland comparteix les seves fronteres amb Pennsilvània al nord, Virgínia Occidental a l'oest, Delaware a l'est, i Virgínia al sud i sud-oest, a l'altra riba del riu Potomac. La part central d'aquesta frontera és interrompuda pel districte federal de Washington DC, que originalment formava part de Maryland.
La major part de l'estat es troba dins la conca del Chesapeake. Però a l'extrem oest, al comtat de Garrett, hi ha una àrea petita que forma part de la conca del riu Mississipi, a través del riu Youghioghany. La meitat oriental del comtat de Wicomico desemboca directament a l'oceà Atlàntic, i una petita zona al nord-est al riu Delaware.
El cim més alt de l'estat és Hoya Crest a 1.033 metres. Forma part de la Serra de Backbone, on neix el riu Potomac. A l'oest de Maryland, prop del poble de Hancock, el Riu Potomac es desvia cap al nord i l'estat s'estreta; allà hi ha només 1,5 km (aproximadament) entre frontera i frontera. Per tant, Maryland és l'estat més estret dels Estats Units. Com a curiositat, Maryland no té cap llac natural.

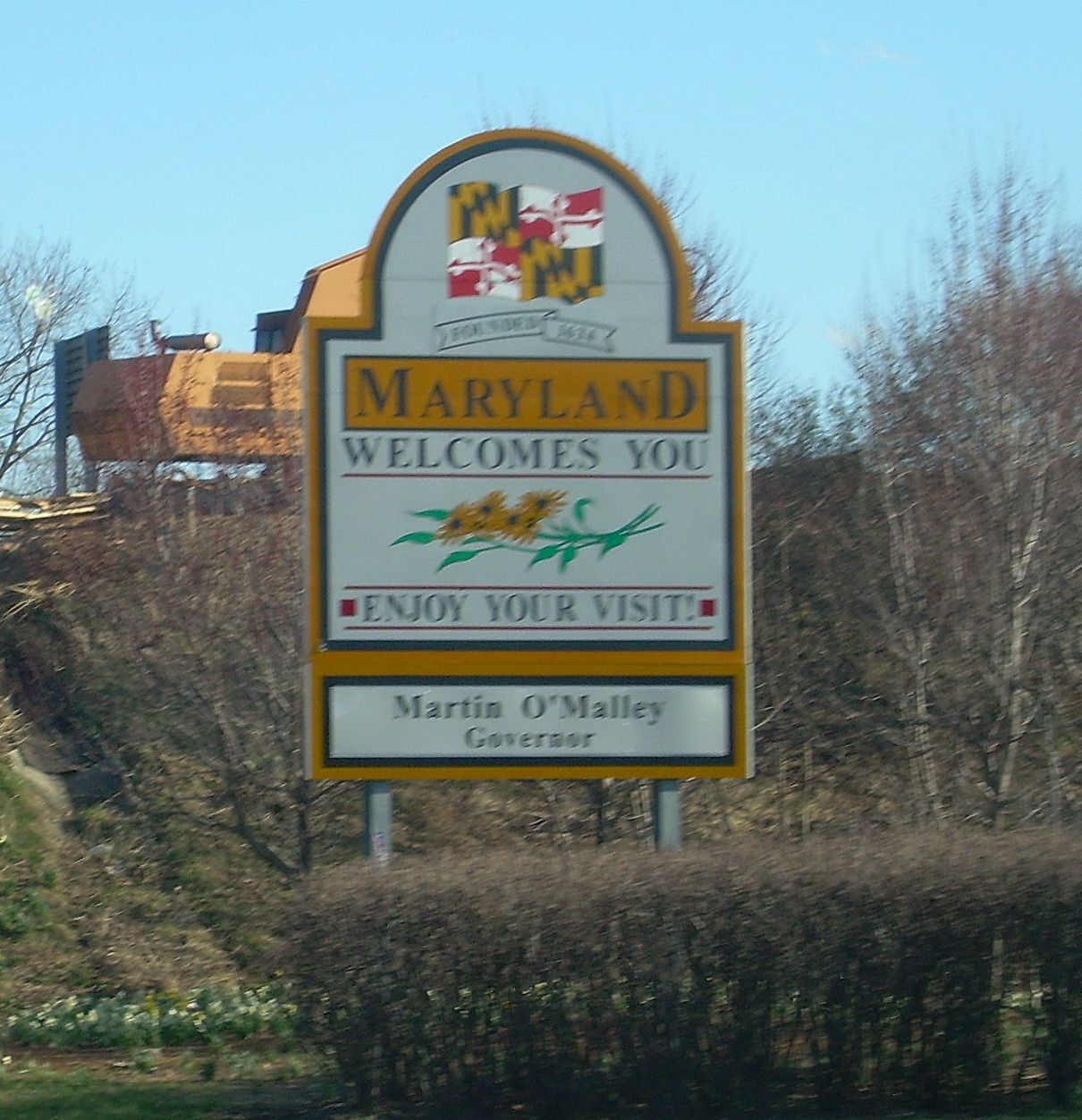
esquerrade benvinguda a Maryland

## Geografia humana
La majoria de la població de l'estat es troba a les ciutats i pobles que envolten la ciutat de Washington DC i a Baltimore, la ciutat més gran de l'estat. La capital de l'estat és Annapolis. Altres ciutats importants són Frederick, Hagerstown, i Cumberland a l'oest; Silver Spring i Columbia a la regió del Piedmont, i Salisbury a la Eastern Shore (riba oriental) de la Badia de Chesapeake.
La història de Maryland com un estat a la frontera entre el Nord i el Sud dels Estats Units vol dir que presenta característiques de les dues regions. Tradicionalment era considerat un estat del Sud. Avui, però, la seva definició és més complexa. L'oest de l'estat té una cultura Apalatxa, mentre la cultura particular del Eastern Shore i la del sud de l'estat s'assemblen més a la cultura del Sud. Baltimore, en canvi, és una ciutat més típica del nord del país, i els suburbis de Washington i Baltimore s'assemblen més a un estat del nord.

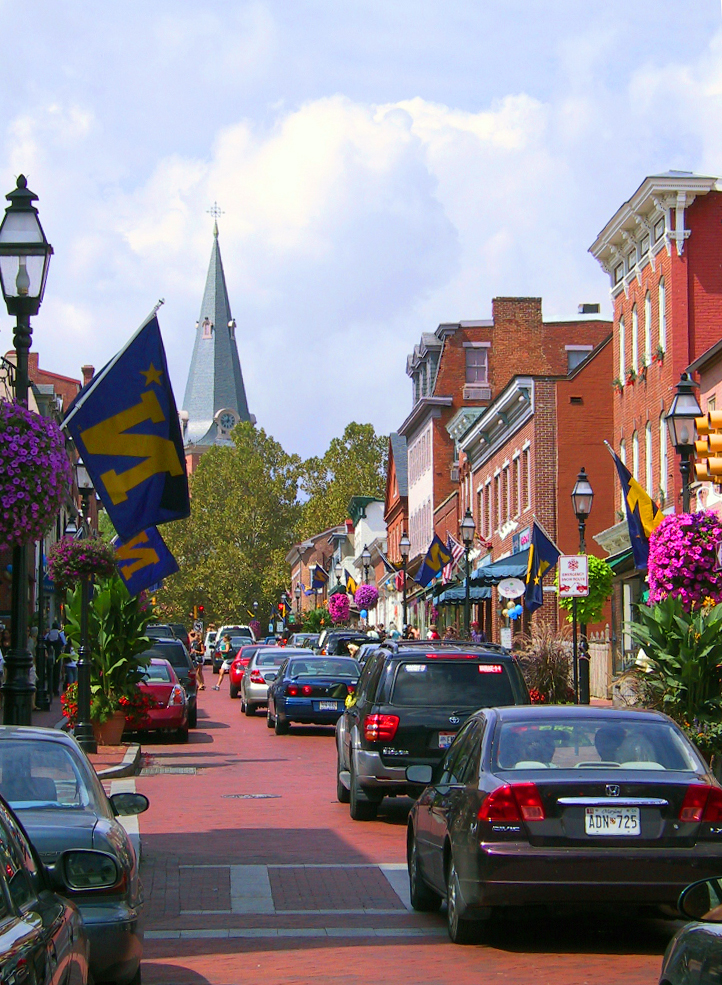
Annapolis
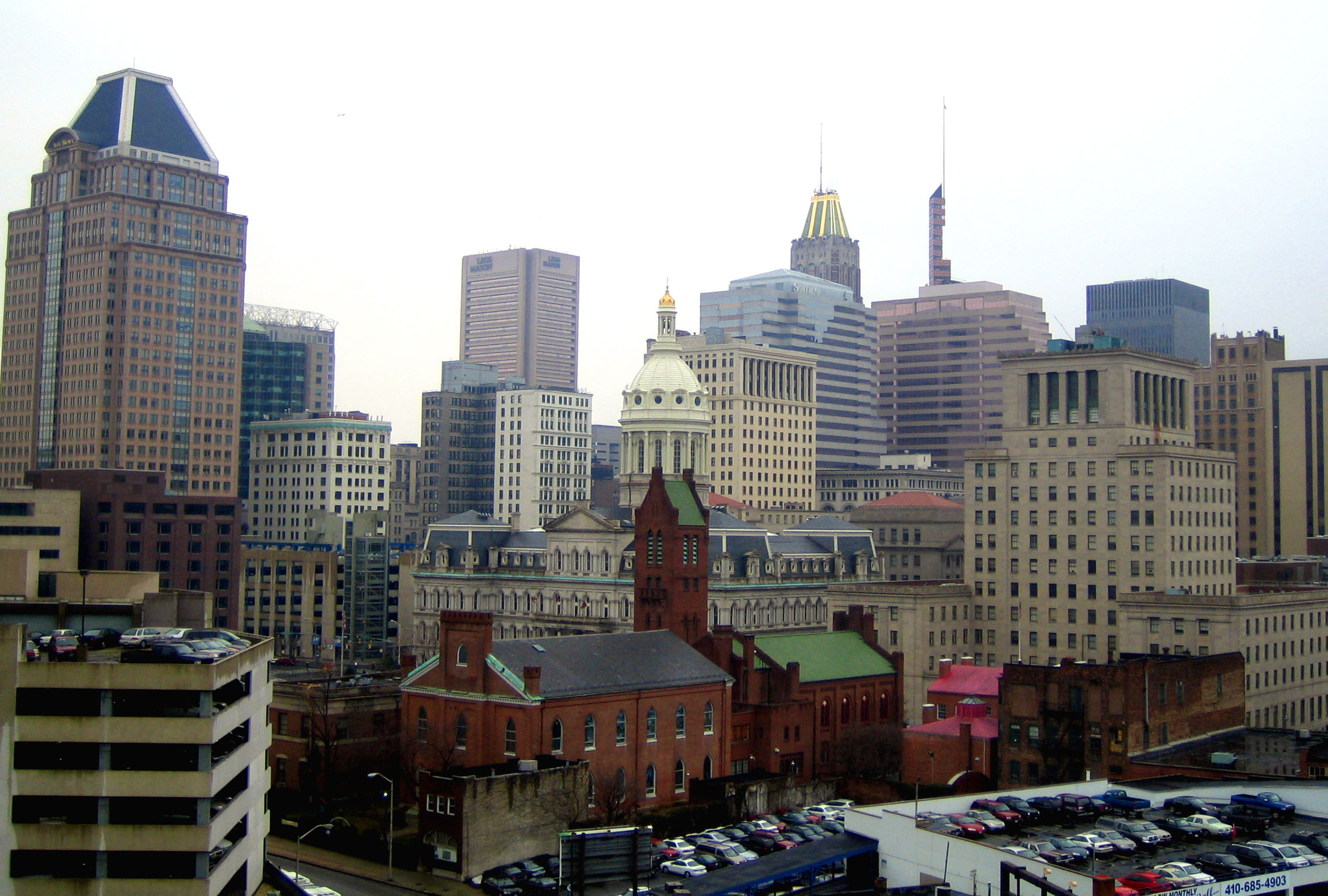
Baltimore
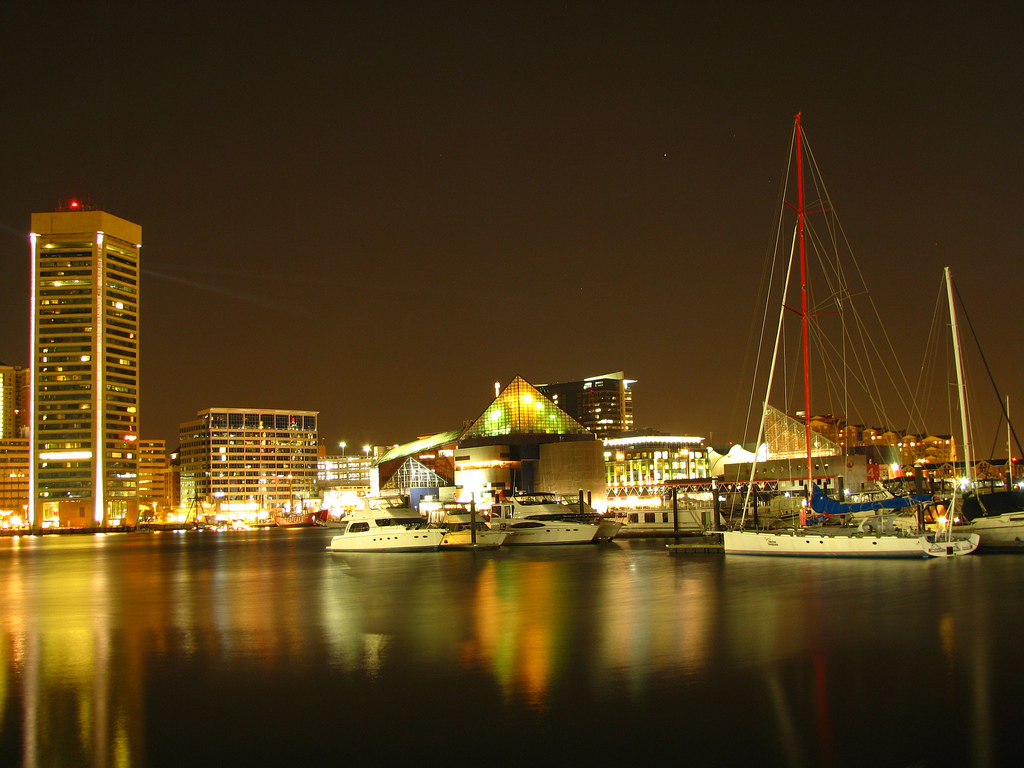
L'Inner Harbor de Baltimore, inspiració per a la renovació del Port Vell de Barcelona
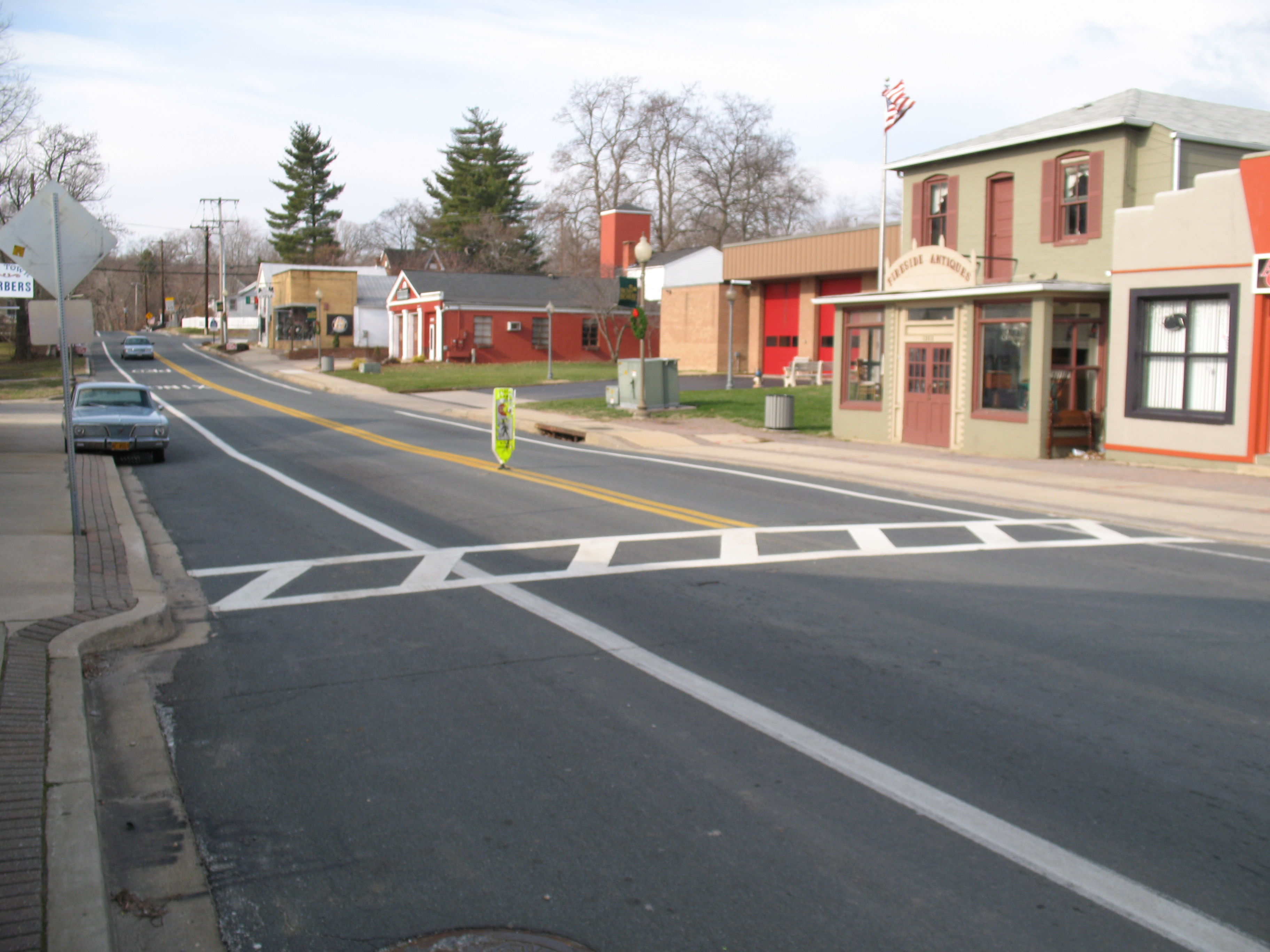
Bowie
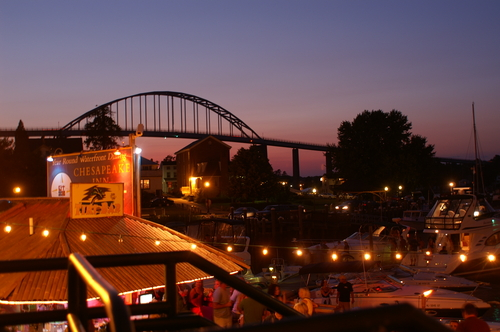
Chesapeake City
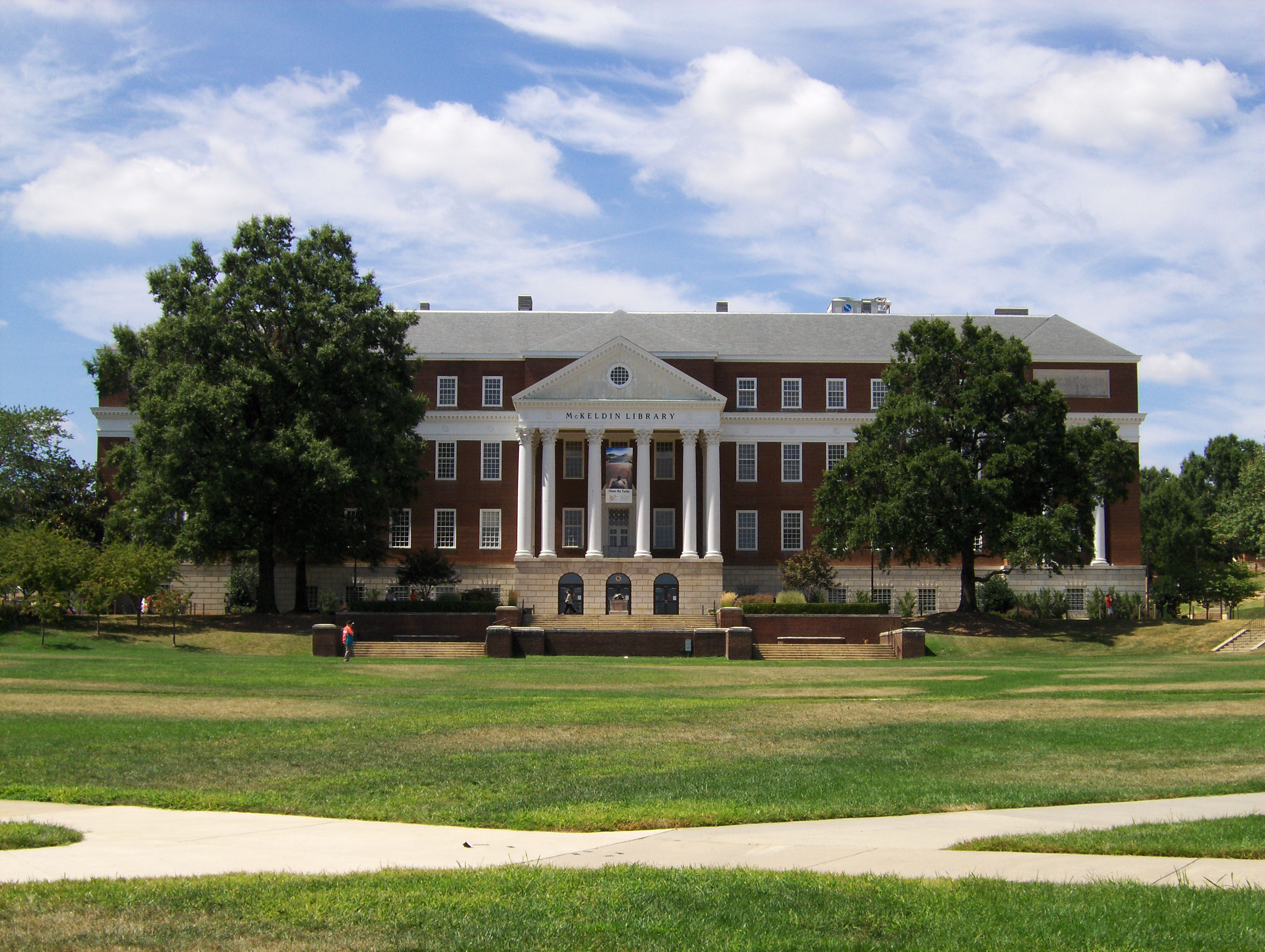
La Universitat de Maryland a College Park
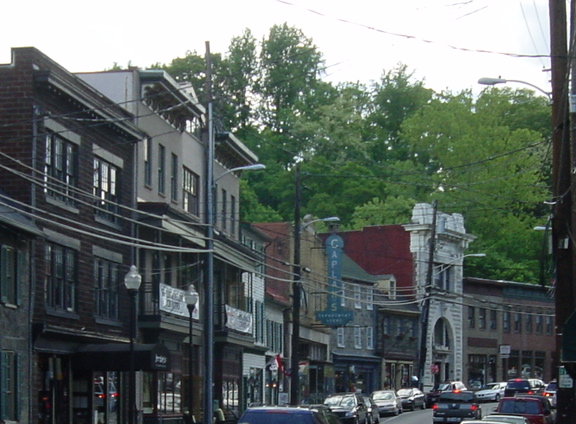
Ellicott City
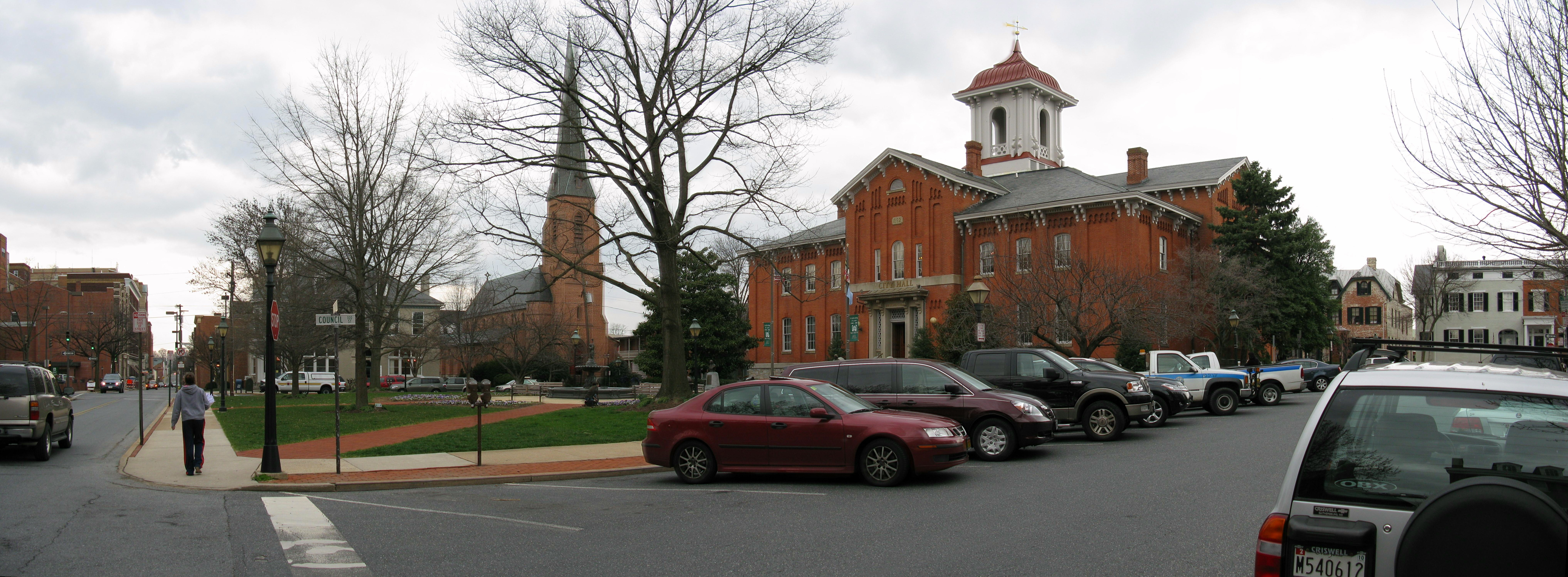
Frederick
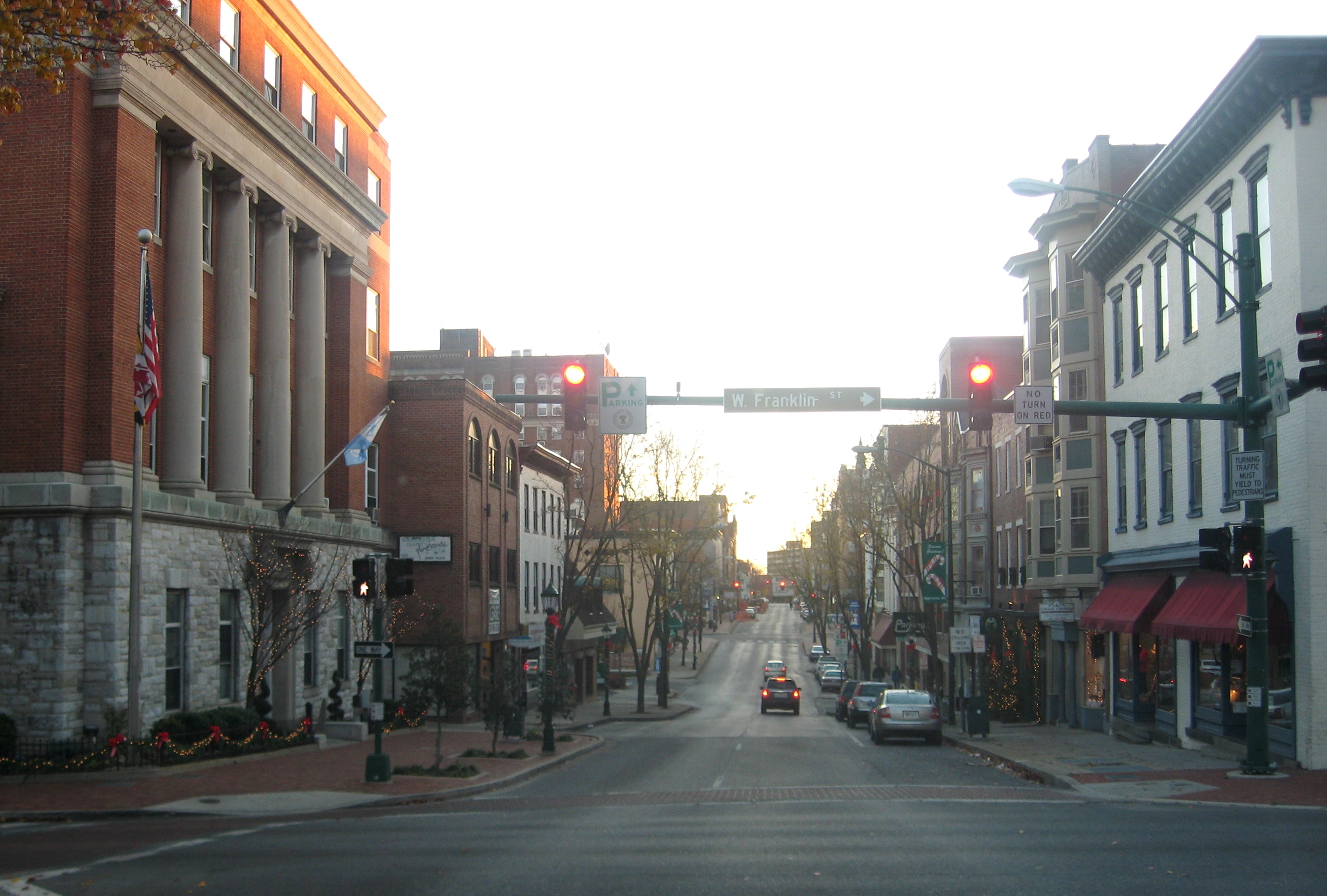
Hagerstown
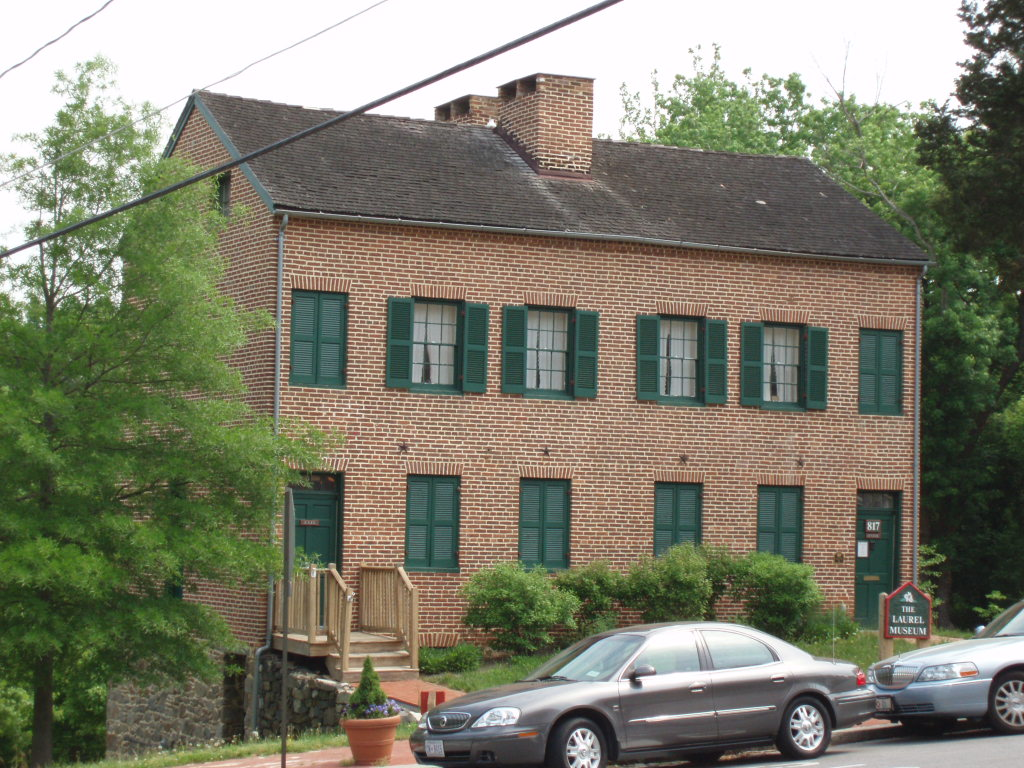
Laurel
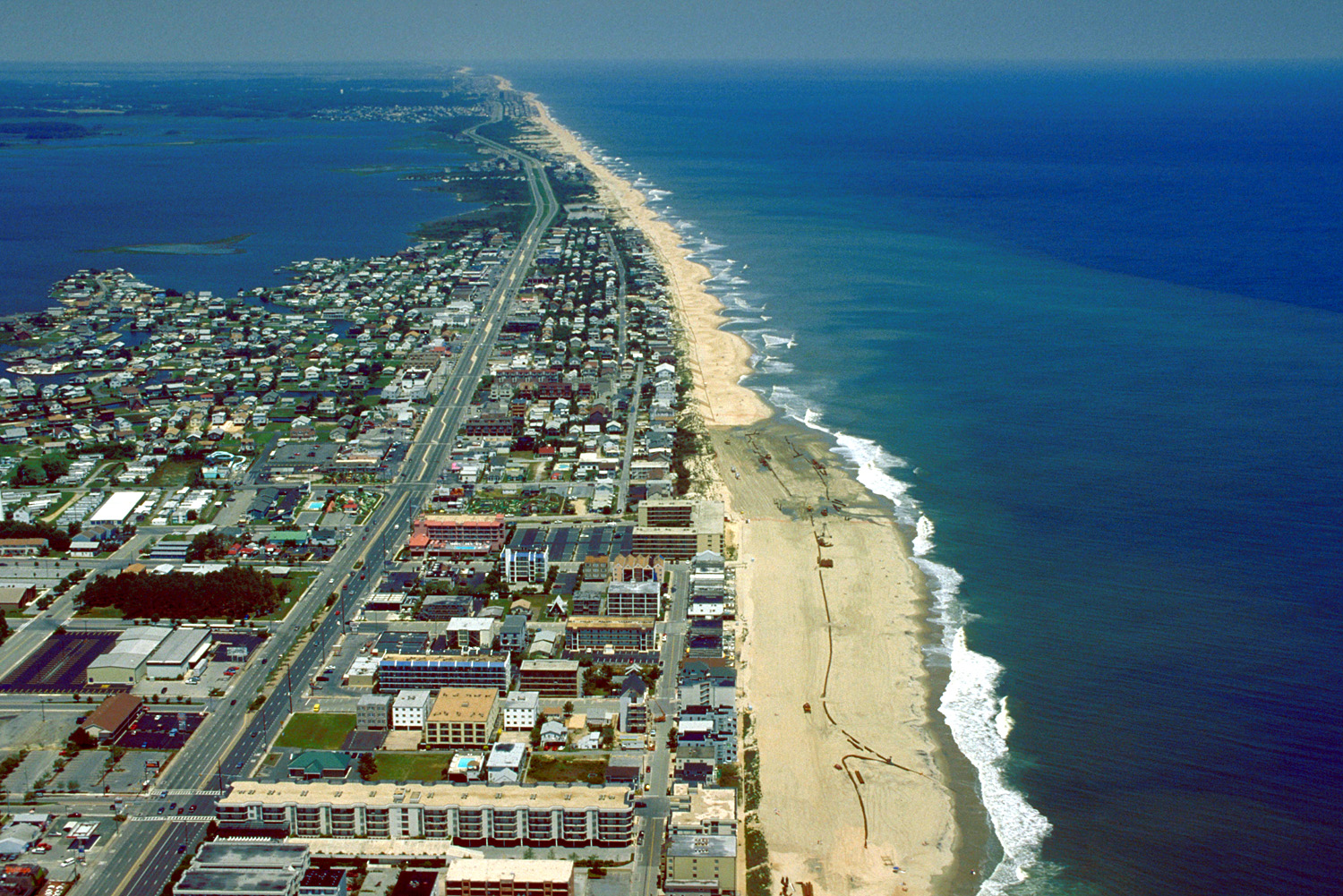
Ocean City
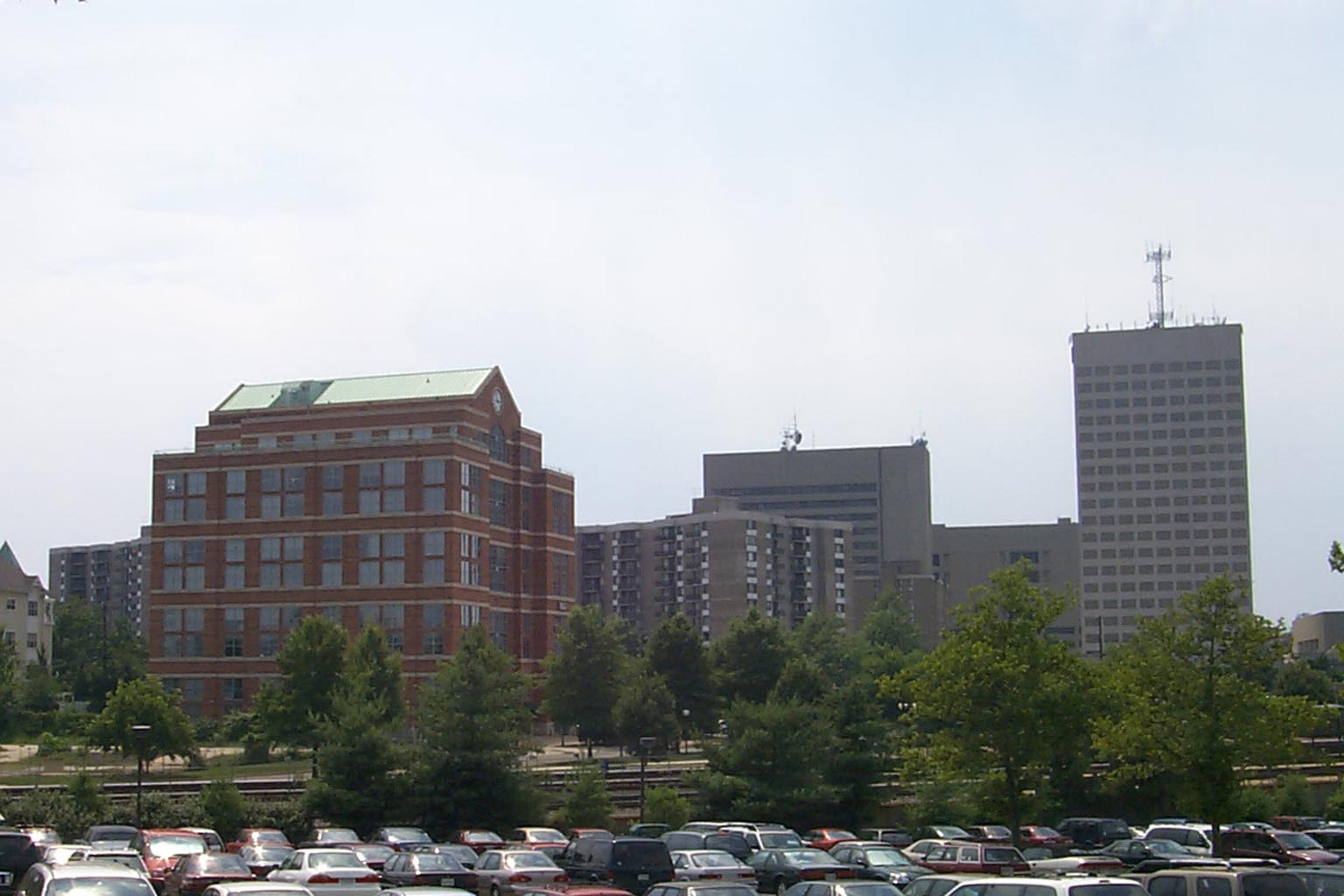
Rockville
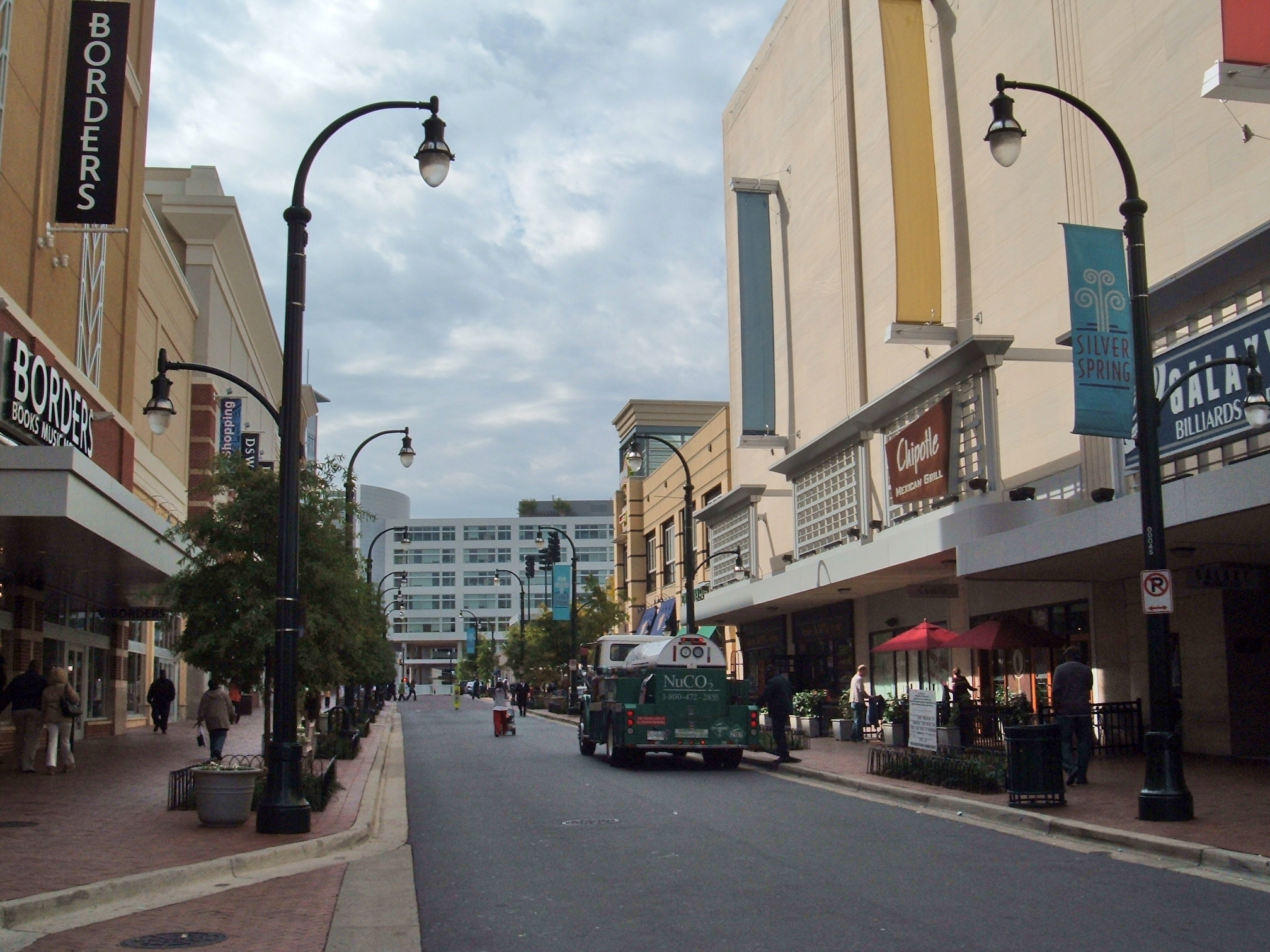
Silver Spring

## Població
Segons el cens dels EUA del 2000, a l'estat hi havia censats 40.396 amerindis nord-americans (0,9%). Per tribus, les principals són els cherokees (9.060), confederació blackfoot (1.508), lumbee (1.321), piscataway (1.065), iroquesos (832) ètnia sioux (688) i indígenes canadencs i llatinoamericans (2.157).

## Història
Cæcilius Calvert, el segon Lord Baltimore, va rebre la Carta per fundar una colònia el 20 de juny, 1632 de Carles I d'Anglaterra. La nova colònia fou nomenada la Província de Maryland, en homenatge a la reina d'Anglaterra, Enriqueta Maria. Havia de ser un refugi per a catòlics anglesos, tot i que els catòlics mai van arribar a ser la majoria. Els primers colons van arribar al territori el 25 de març de 1625. La Llei de Tolerància de Maryland de 1649 va ser una de les primers lleis de tolerància religiosa al món, encara que només respectava cristians trinitaris. Va atreure sobretot immigrants protestants, molts dels quals menyspreaven la política de tolerància religiosa de la família Calvert. A mitjans del segle XVII, les colònies de Chesapeake, inspirades per l'èxit de l'esclavitud a Barbados, van iniciar la importació massiva d'esclaus africans. Encara que molts dels primers esclaus finalment van aconseguir la seva llibertat, després de 1662 Virginia va adoptar polítiques que van passar l'estatus d'esclaus de mare a fill i van concedir als propietaris d'esclaus un domini gairebé total de la seva propietat humana.
La Carta de Maryland especificava que l'estat consistia en tot el territori al nord del Riu Potomac fins al paral·lel 40° N.

## Catalans a Maryland

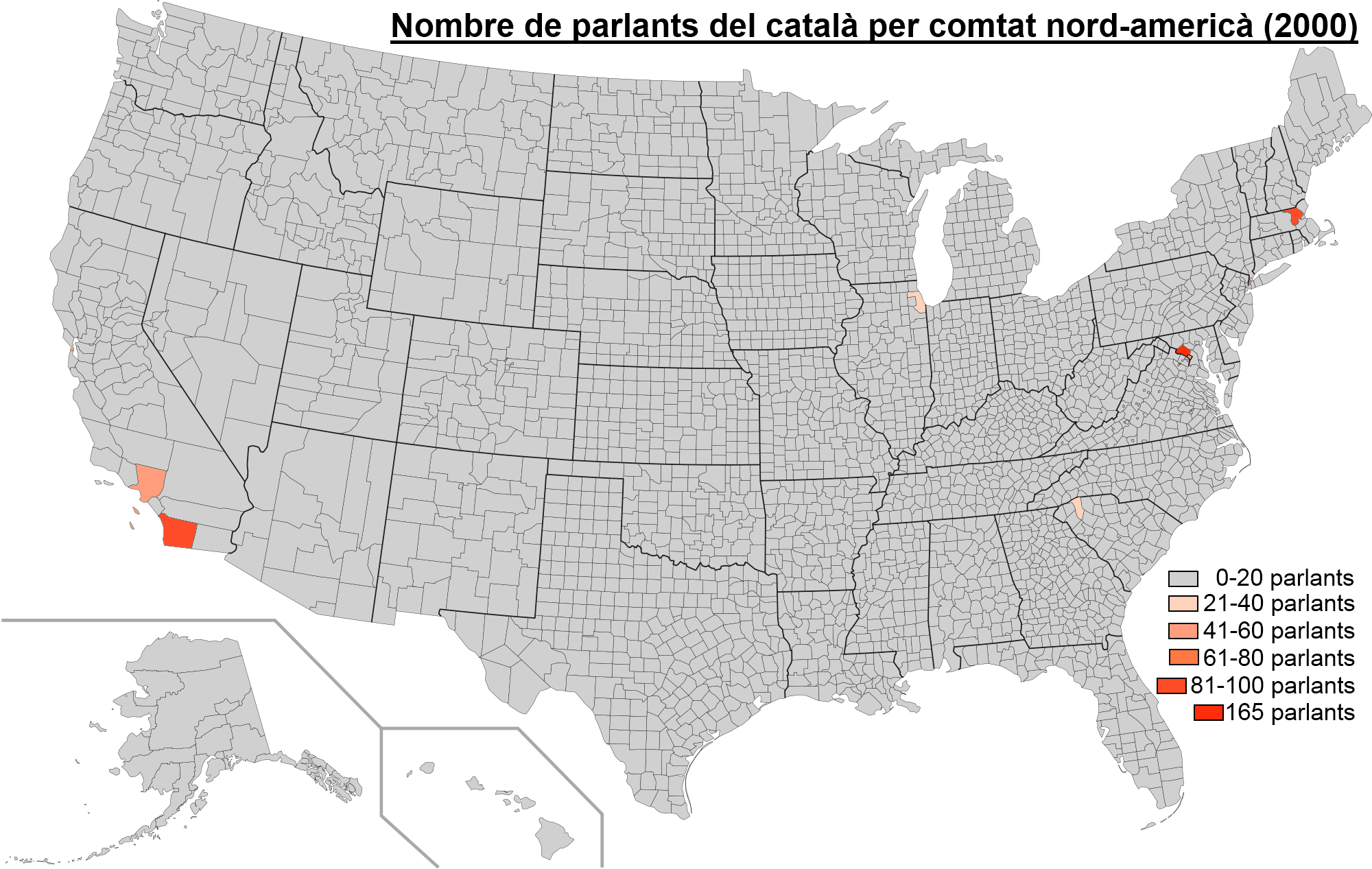
El Comtat de Montgomery és el comtat nord-americà amb més població de parla catalana

L'estat de Maryland és l'estat nord-americà amb major percentatge de catalans, especialment al Comtat de Montgomery. De fet, aquest comtat és el comtat que té més gran nombre de catalanoparlants en els Estats Units d'Amèrica.

## Gastronomia
Maryland és famós als Estats Units per la seva gastronomia i sobretot pel seu marisc. El plat més conegut és el Maryland crabcake, o “pastisset de cranc”, una croqueta feta amb carn del cranc blau (Callinectes sapidus) de la Badia de Chesapeake. Altres plats notables són els ostres de la Chesapeake, la Maryland crab soup (sopa de cranc de Maryland), Maryland club sandwich (entrepà de Maryland), i el Smith Island cake, o “pastís de l'Illa de Smith” reconegut per l'Assemblea General com les postres oficials de l'estat. Maryland també té la seva pròpia barreja d'espècies anomenada Old Bay, emprada molt en la cuina de la regió.
A Maryland es troben diverses companyies alimentàries importants, com ara McCormick, productor d'espècies, Domino, productor de sucre, i National Bohemian, (col·loquialment, Natty Boh), productor de cervesa.

## Dialecte
L'accent típic de Maryland és fortament influït pel de Cornualla, d'on van venir gran part dels colons inicials. S'assembla força a l'accent de Filadèlfia. Un dels trets més distintius és la pronúncia de la o tancada, pronunciada [eʊ], en lloc d'[oʊ], com a la resta dels Estats Units. Per tant, la 'Barcelona' es pronuncia 'Barceleuna' i no 'Barcelouna'. D'altres trets dialectals de la parla de Maryland són l'ús de regionalismes com hon, un apel·latiu afectiu, o bixicated, que significa ‘beneit’. En sentit còmic, sovint s'escriu el nom de l'estat com a Merlin, i el de la seva ciutat principal, Baltimore, com a Balmer, segons la pronúncia típica dels seus habitants.

## Àrees protegides
- Camp de Batalla Nacional d'Antietam[11]
- Sender Paisatgístic Nacional dels Apalatxes (parcial)[12]
- Costa Nacional de l'Illa Assateague (parcial)[13]
- Parc de la Muntanya Catoctin[14][15]
- Parc Històric Nacional del Canal Chesapeake i Ohio (parcial)[16]
- Lloc Històric Nacional de Clara Barton[17]
- Monument Nacional i Santuari Històric del Fort McHenry[18]
- Parc del Fort Washington[19]
- Parc de Greenbelt[20]
- Lloc Històric Nacional de Hampton[21]
- Camp de Batalla Nacional de Monocacy[22]
- Parc de Piscataway[23]
- Sender Paisatgístic Nacional del Patrimoni del Potomac (parcial)[24]
- Lloc Històric Nacional de Thomas Stone[25]

## Curiositats
- Pasqual Maragall estudià a la Universitat de Johns Hopkins, a Baltimore, i s'inspirà en el projecte de renovació del port d'aquella ciutat per la renovació del Port Vell de Barcelona.
- La pel·lícula L'exorcista està basada en la història d'un noi jove del comtat de Prince Georges.[26]
- L'himne de Maryland, Maryland, my Maryland és una cançó prosecessionista de la guerra de secessió que comparteix la melodia de la cançó popular “Oh, Arbre sant”. La lletra fa referència al president Abraham Lincoln com a “tirant” i “dèspota”.[27]
- L'Assemblea General de Maryland ha reconegut la justa com a esport estatal, el cranc blau (Callinectes sapidus) com a crustaci estatal, l'ostra com a mol·lusc estatal, el caminar com a exercici estatal, i el Chesapeake Bay retriever com a raça de gos estatal, a més a més d'haver reconegut d'altres símbols estatals.[28]

## Marylandesos significatius
- Edgar Allan Poe, l'escriptor de contes de por, fou natural de la ciutat de Baltimore, on està enterrat. Cada any pel seu aniversari, un personatge emmascarat, d'identitat desconeguda, deixa una rosa al damunt de la seva tomba. El gest s'ha fet famós a la ciutat.
- F. Scott Fitzgerald, autor de El gran Gatsby era natural del poble de Rockville.
- Michael Steele antic vice-governador de l'estat de Maryland entre 2003 i 2007. Antic líder del Partit Republicà del seu estat.